# Schöllenen

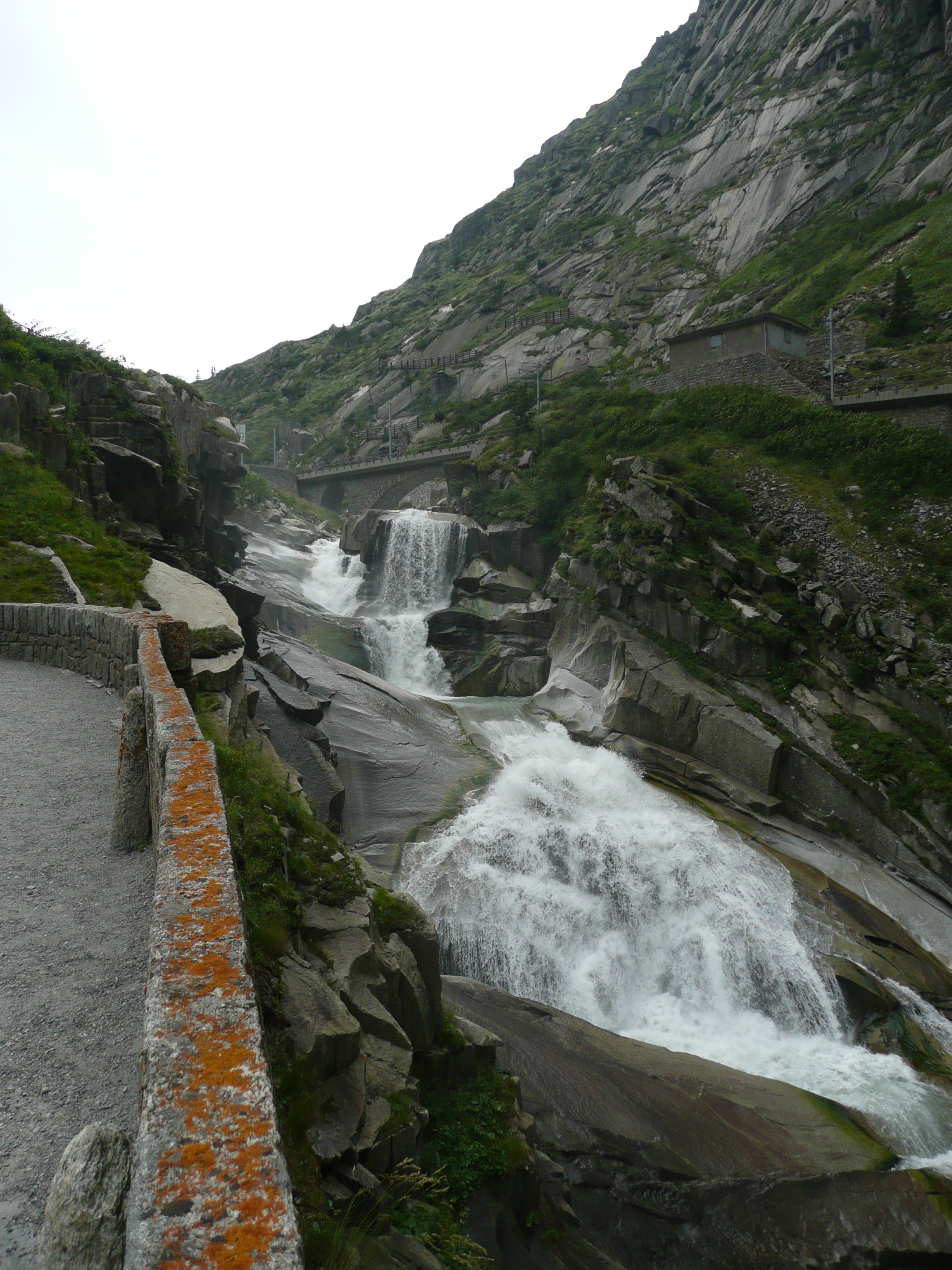
De Reuss door de Schöllenen

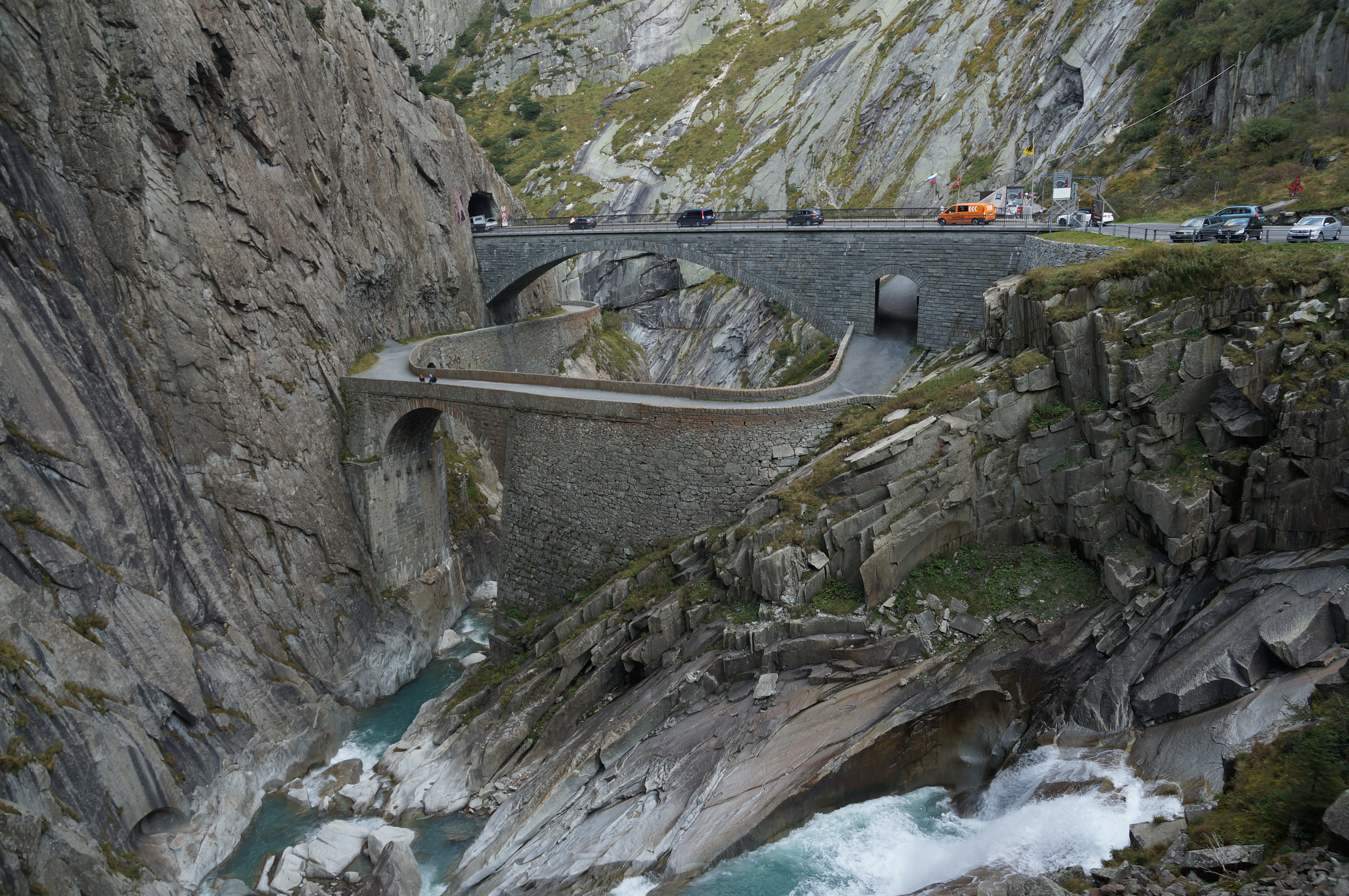
De nauwe Schöllenen met de tweede en derde gebouwde stenen Teufelsbrücke

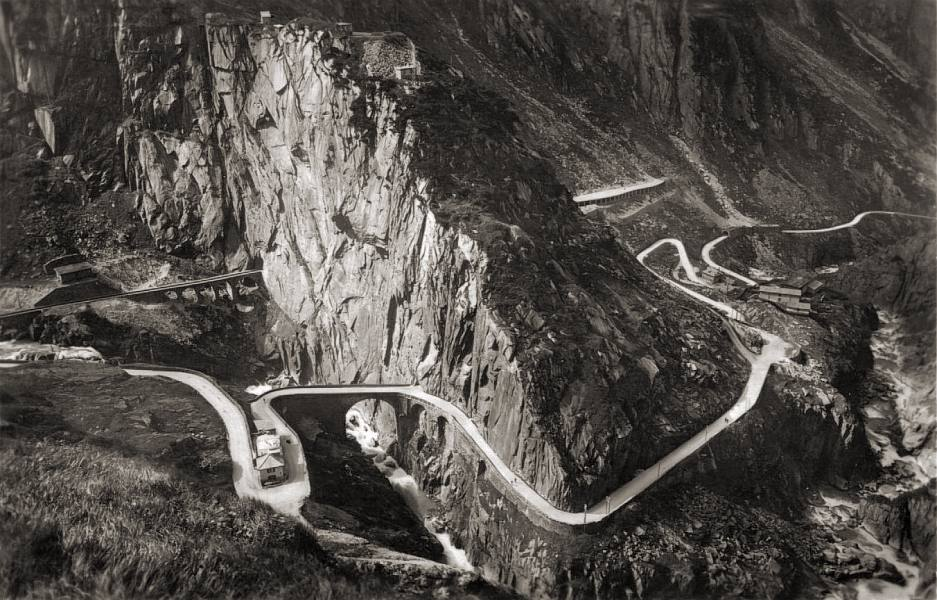
De Schöllenen (1934), op de achtergrond de sporen van de Schöllenenbahn

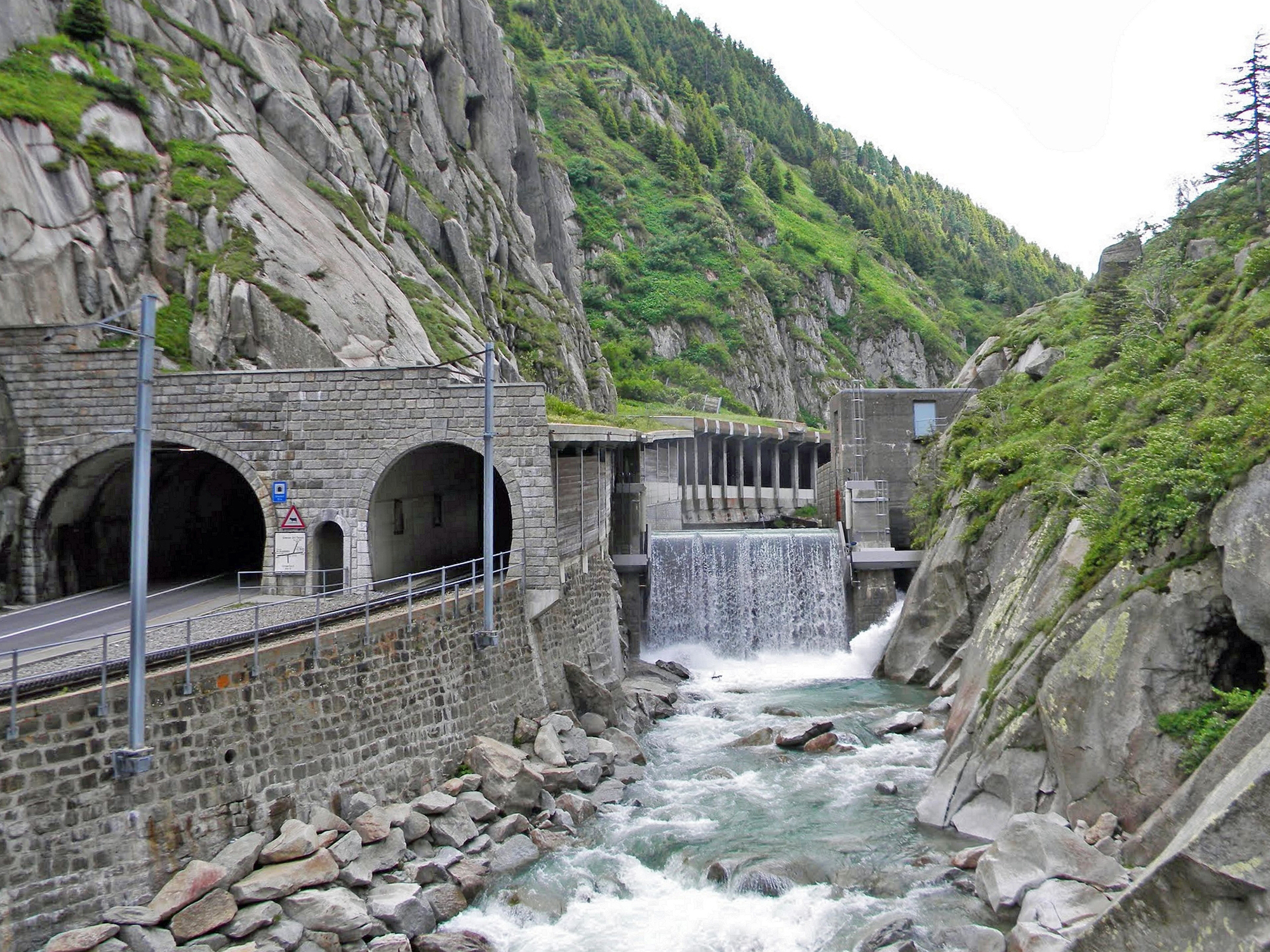
Noordportaal van de Urnerloch wegtunnel en spoorweggalerij

De Schöllenen of Schöllenenkloof (Duits: Schöllenenschlucht, Reto-Romaans: La Scalina) is een kloof in het Zwitserse kanton Uri. De Reuss stroomt door de kloof van de dorpskern van Andermatt in het zuiden tot Göschenen in het noorden. De bekende Teufelsbrücke steekt de rivier over in het bovenste deel van de kloof, net als de herbouwde Häderlisbrücke bij Göschenen, lager in de kloof.
De Schöllenenkloof werd gevormd door erosie van de Reuss in het Aarmassief. Het lokale gesteente is uniform en middelkorrelig biotietgraniet, met enkele veldspaten met een zwakke groenachtige kleur. De diaklazen in de Schöllenenkloof werden gevormd door scheuren tijdens extensietektoniek.
De wilde Schöllenenkloof is altijd een moeilijk te nemen hindernis geweest op de Gotthardstrasse, de route van noord naar zuid door het Reussdal, door de Urseren, en vandaar over de Gotthardpas, die het kanton Uri met het kanton Ticino verbindt. De Urseren was vanuit het noorden enkel doorheen de kloof, of over de meer dan 2.000 m hoge flanken van de Spitzi, een alp gekend als de Bäzberg, ten westen van de kloof, te bereiken. De eerste weg liep over de Bäzberg waar men een trapsgewijs in de rotsen uitgehouwen pad had gecreëerd om naar beneden te dalen in de Schöllenen. Het punt waar het samenkomt met de kloof heet Steiglen, wat overeenkomt met het Latijnse woord scalineae (= trap) en het Reto-Romaanse woord scalina als oorsprong van de naam Schöllenen. 
De Gotthardtunnel, de spoortunnel uit 1882, en de Gotthard-wegtunnel uit 1980 liggen onder de Schöllenen.  De in 2016 geopende Gotthard-basistunnel voor de spoorweg volgt een oostelijker traject en loopt niet onder de kloof door.

## Teufelsbrücke
De Longobarden hadden in het jaar 569 al om vanuit het zuiden op te rukken door de kloof zelf, een pad geconstrueerd met planken en kettingen en over de Reuss een in kettingen hangende brug. Deze brug werd ten tijde van Karel de Grote verbeterd voor passage met muilezels, in 1198 bouwden lokale Walsers uit het dal van de Urseren een vaste houten brug over de rivier. Doorheen de tijd werd deze brug driemaal vernieuwd, door drie verschillende stenen bruggen, uit 1595, 1830 en 1956.

## Twärrenbrücke en Urnerloch

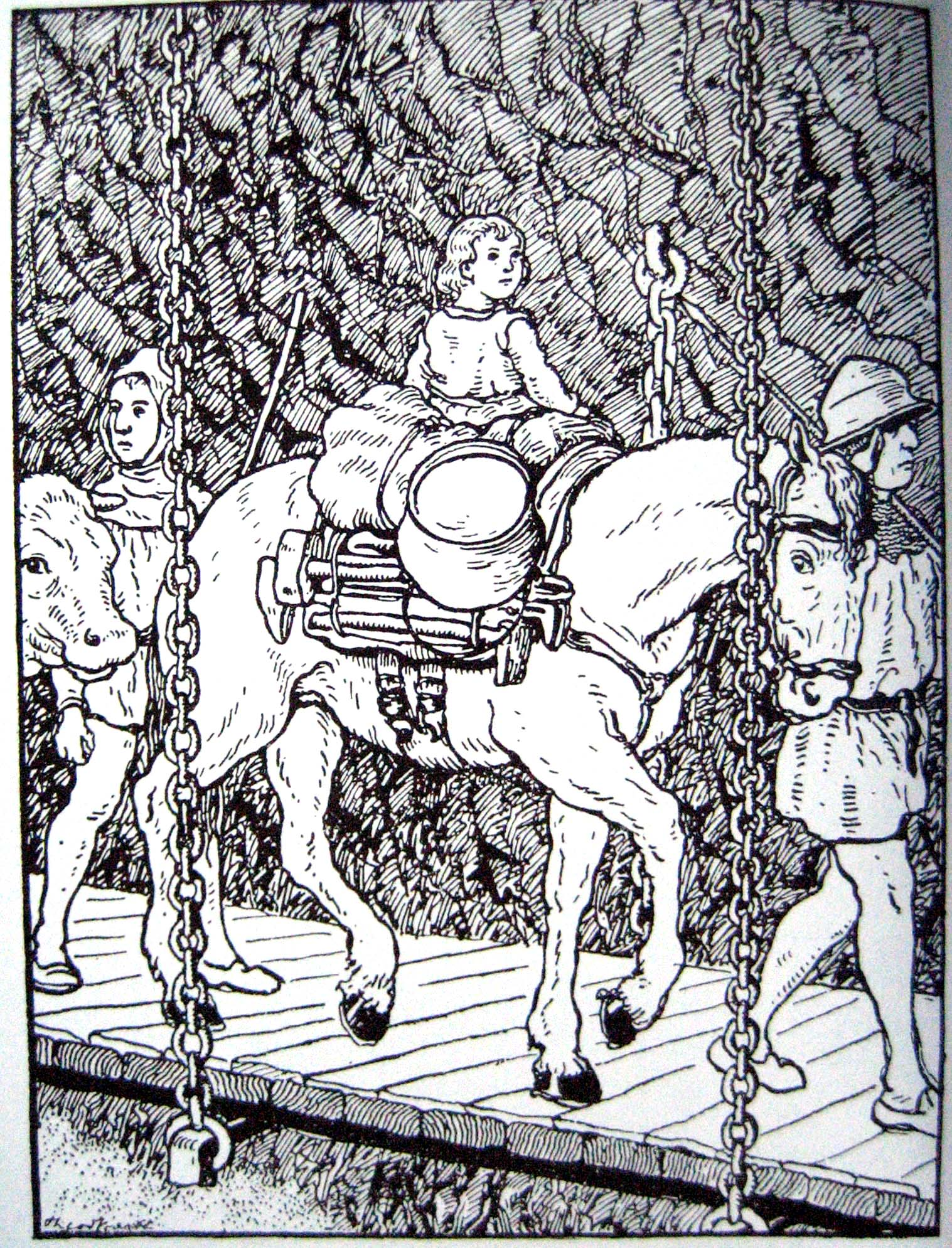
Twärrenbrücke

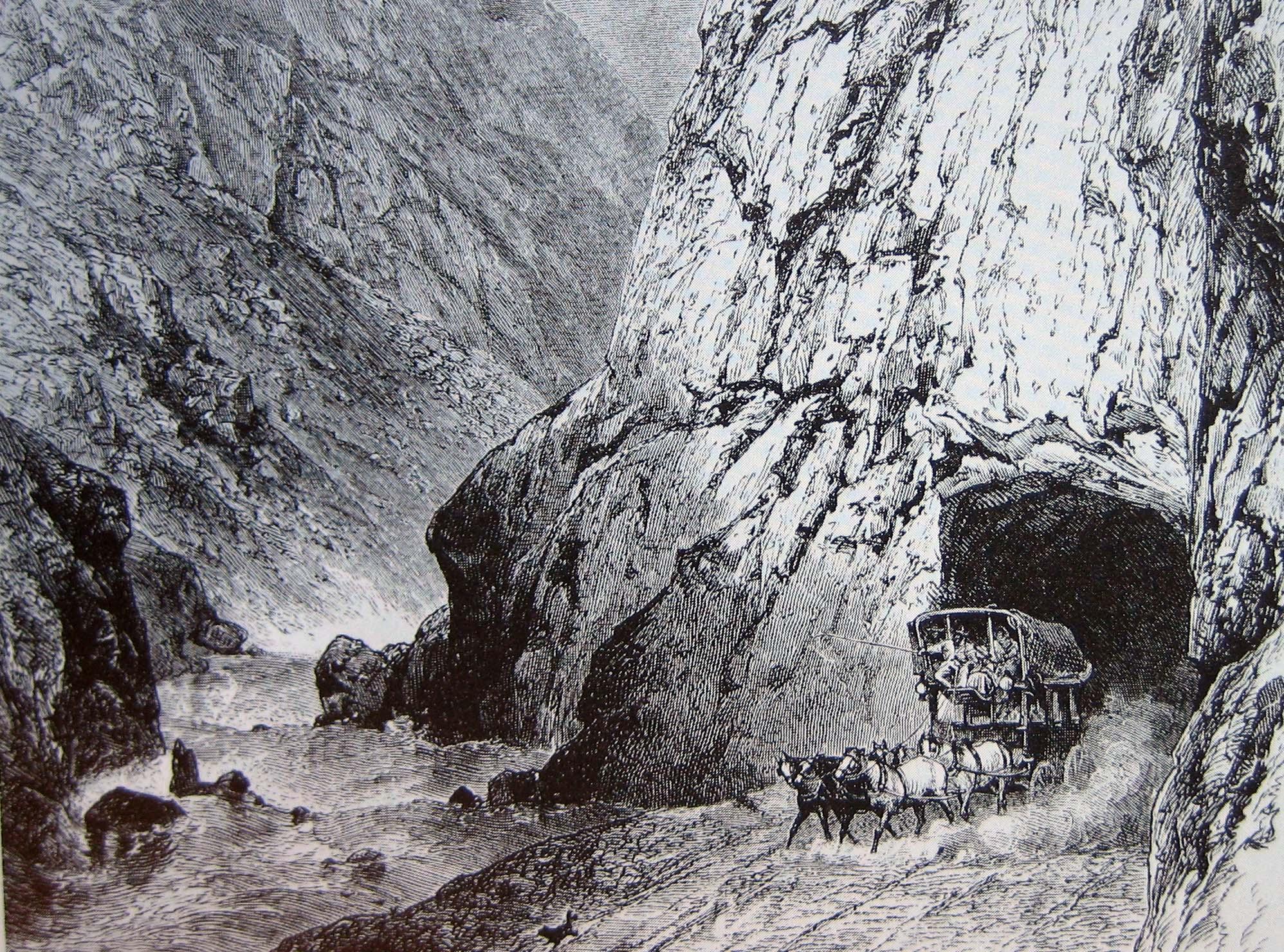
Een postkoets komt uit de Urnerloch

Ook het uiterste zuiden van de Schöllenen, in het deel tussen Teufelsbrücke en Andermatt bleef de doorgang moeilijk en gevoelig aan weersomstandigheden. Een houten passage langs de Reuss, gekend als de Twärrenbrücke, werd meermaals beschadigd, en in 1707 werd de Twärrenbrücke door een grote overstroming zelfs volledig weggescheurd. Voor dit deel zocht men naar een andere manier om het verkeer door de kloof te leiden. 
Op 20 september 1707 kreeg de vestingbouwmeester Pietro Morettini uit Cerentino in de Valle Maggia, een leerling van de Franse vestingbouwer en architect Vauban, de opdracht om een nieuwe weg door de rots te bouwen. Het werk moest binnen twee weken beginnen en uiterlijk in de lente van 1709 voltooid zijn, zodat een ongehinderde en vrije doorgang mogelijk was, de Urnerloch. Het contract werd ondertekend door Morettini en, namens de Ursserse vallei, Johannes Russi, die van 1700 tot 1702 burgemeester was in de Ursserse vallei.
Tot ieders verbazing was de tunnel van 64 meter, de eerste tunnel in een Alpenweg, al na elf maanden klaar, rond 15 augustus 1708. De ingenieur was erg gefrustreerd, omdat het werk erg moeilijk was. De kosten bleken hoger dan berekend, niet door Morettini's schuld gegeven diens inspanning en opoffering. Volgens het contract zou het 1.680 Franse thalers zijn geweest, maar het bouwwerk kostte in werkelijkheid 3.080 thalers. Om ervoor te zorgen dat Morettini geen schade zou lijden, garandeerden de inwoners van Uri hem 1400 Franse thalers als garantie. Urseren betaalde en mocht de douanerechten verhogen tot de kosten gedekt waren.

## Schöllenenbahn
De Schöllenenbahn is een 3,7 km lange tandradspoorweg die als tweede transportalternatief Göschenen met Andermatt verbindt.  De spoorweg werd in 1917 opgeleverd. De tandradbaan heeft een maximale helling van 179 ‰ en gebruikt het tandradsysteem Abt, ontwikkeld door de Zwitserse ingenieur Carl Roman Abt.

## Plannen voor een stuwdam
Tussen 1920 en 1944 werden verschillende waterkrachtcentraleprojecten opgesteld waarbij een tot 208 meter hoge stuwdam bij Urnerloch zou worden gebouwd. Hierdoor zou een stuwmeer in de Urserenvallei ontstaan, waardoor de dorpen Andermatt, Hospental en Realp zouden moeten worden verplaatst, wat gevolgen zou hebben voor ongeveer 2000 mensen. Vanwege het verzet van de lokale bevolking werd het project voor de Urseren-krachtcentrale in 1954 opgegeven. In plaats daarvan werd een waterinlaat voor de elektriciteitscentrale op waterkracht van Göschenen gebouwd in het Urnerloch.